# 脫脂棉

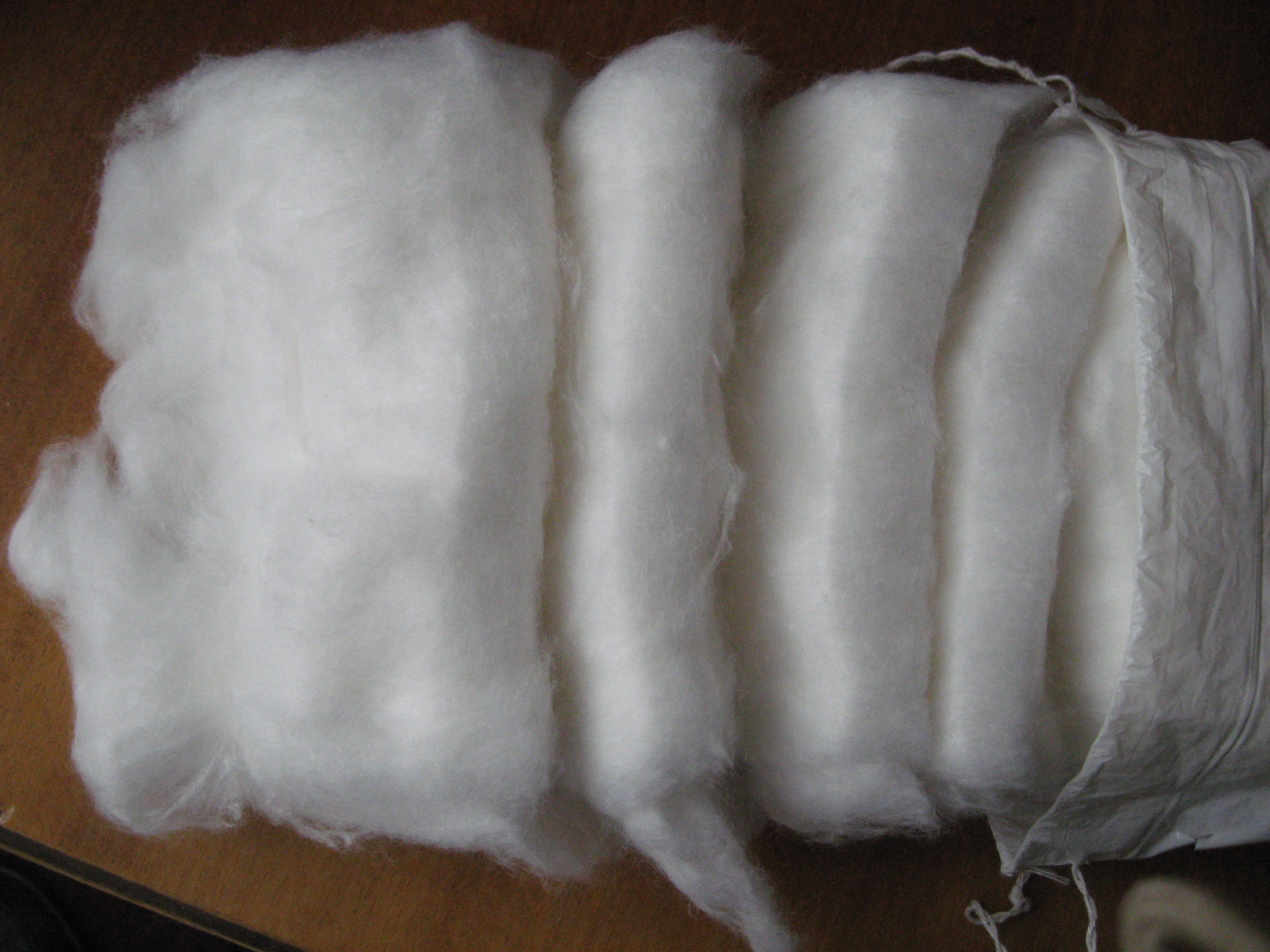
脱脂棉

脱脂棉又稱棉絮，是指由取自棉花的丝质纤维组成的物質。人們從棉花中去除种子等杂质后，用过氧化氢或次氯酸鈉对棉花进行漂白和消毒。脱脂棉具有医疗、美容等用途。英格兰伯明翰女王医院的桑普森·詹吉首次在醫務工作中使用棉絮。